# 小行星8146
小行星8146（8146 Jimbell），天文學臨時編號1983 WG，是一個位於小行星帶的小行星。於1983年11月28日由洛厄爾天文台近地小行星搜尋計畫的愛德華·鮑威爾發現，以亞利桑那州立大學的行星科學家詹姆士·貝爾三世命名。

## 外部連結
- JPL Small-Body Database Browser on 8146 Jimbell （页面存档备份，存于）

| 前一小行星： 小行星8145 | 小行星列表 | 後一小行星： 小行星8147 |